# Jürgen May (Leichtathlet)

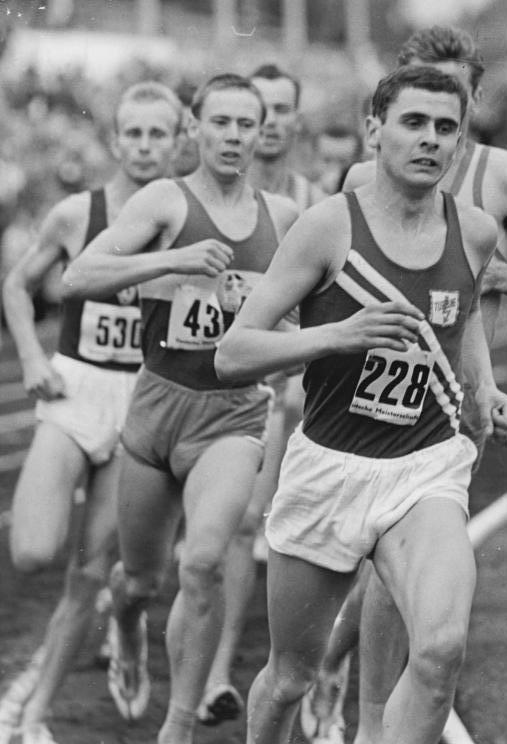
Jürgen May (vorn) bei den DDR-Meisterschaften 1963

Jürgen May (* 18. Juni 1942 in Nordhausen) ist ein ehemaliger deutscher Mittelstrecken-, Langstrecken- und Hindernisläufer.

## Leben
May erlernte den Beruf eines Schriftsetzers. Er war zunächst Mitglied der BSG Aktivist Nordhausen, startete dann für die KJS Nordhausen und wechselte später zum SC Turbine Erfurt. May wurde 1963 Mitglied des Bezirkstages Erfurt. 1965 wurde er Sportler des Jahres der DDR, ein Titel, der ihm wieder aberkannt wurde, nachdem er dort in Ungnade gefallen war (siehe: Flucht und Neuanfang in der Bundesrepublik Deutschland). Im April 1966 wurde er Kandidat der SED.

## Erfolge in der DDR
Jeweils dreimal wurde May DDR-Meister über 1500 Meter (1962, 1965, 1966) und im Crosslauf (1962–1964). In der Halle holte er 1965 und 1966 den DDR-Titel über 1500 Meter. 1964 qualifizierte er sich als DDR-Teilnehmer für die gesamtdeutsche Mannschaft der Olympischen Spiele in Tokio, schied aber im Semifinale des 1500-Meter-Laufes aus. Im nacholympischen Jahr 1965, seiner sportlich besten Saison, schlug er beim Rošický-Memorial in Prag die olympischen Medaillengewinner über 1500 Meter Peter Snell, Josef Odlozil und John Davis.
Jürgen May erzielte folgende Rekorde:
- Weltrekord in der 4-mal-1500-Meter-Staffel: 14:58,0 min am 23. Juli 1963 in Potsdam
- Weltrekord im 1000-Meter-Lauf: 2:16,2 min am 20. Juli 1965 in Erfurt
- Deutscher Rekord im 1500-Meter-Lauf: 3:38,4 28. Juli 1965 in Helsinki
- Europarekord im 1500-Meter-Lauf: 3:36,4 min am 14. Juli 1965 in Erfurt
- Deutscher Rekord im Meilenlauf: 3:56,0 min am 30. August in London
- Deutscher Rekord im Meilenlauf: 3:53,8 min am 11. Dezember Whanganui
- DDR-Rekord im 800-Meter-Lauf: 1:46,5 min am 30. Juli in Salo
- DDR-Rekord im 800-Meter-Lauf: 1:46,5 min am 18. August in Potsdam
- DDR-Rekord im 800-Meter-Lauf: 1:46,3 min am 25. August in Potsdam

Des Weiteren lief Jürgen May in der DDR schon Rekorde in der Jugend- und Juniorenklasse, die auch gesamtdeutsche Rekorde waren. Bei den Europameisterschaften 1966 in Budapest wurde er Fünfter über 1500 Meter und erreichte über 800 Meter das Halbfinale.

## Sperre in der DDR
Bei den Europameisterschaften 1966 – auf dem Höhepunkt des 'Schuhkriegs' zwischen den zwei großen deutschen Sportschuh-Firmen – überredete May seinen DDR-Mannschaftskameraden Jürgen Haase, für 500 Dollar Handgeld anstelle der dreistreifigen Schuhe von Adidas diejenigen der Marke Puma in seinem 10.000-Meter-Finale anzuziehen. Jürgen Haase gab den Deal sofort zu, als er kurze Zeit später vom Generalsekretär des DDR-Leichtathletikverbandes (DVfL) angesprochen wurde und übergab sein erhaltenes Handgeld. Als jungem Athleten wurde ihm verziehen. Jürgen May jedoch, der als bereits erfahrener Sportler galt und der eingestanden hatte, von den Puma-Vertretern Karl Eyerkaufer und Heinz Fütterer 100 Dollar für die Vermittlung erhalten zu haben, wurde zunächst „lebenslang“ gesperrt. Außerdem verlor er seine Stelle als Redaktionsassistent bei der Erfurter Tageszeitung Das Volk und arbeitete fortan als Hilfssportlehrer in einer Schule. Allerdings stellte ihm die SED-Führung in Aussicht, dass er nicht auf Dauer in Ungnade gefallen sei. So durfte May Kandidat der SED bleiben und wenige Wochen vor seiner Flucht Mitglied der SED werden.

## Flucht und Neuanfang in der Bundesrepublik Deutschland
Im Juli 1967 nutzte Jürgen May die Möglichkeit zur Flucht aus der DDR in die Bundesrepublik Deutschland. Sein Sportsfreund Karl Eyerkaufer hatte dazu Kontakt mit einer studentischen Gruppe von Fluchthelfern aufgenommen, die May gegen Zahlung von 9000 D-Mark über Budapest in die Bundesrepublik Deutschland holen wollte. Eyerkaufer war als Puma-Vertreter zunächst davon ausgegangen, dass seine Sportschuh-Firma die Kosten übernehmen werde, was sich jedoch als irrig herausstellte, weil das Unternehmen um seine Ost-Exporte fürchtete. So stellte Eyerkaufer das Geld über einen Kredit selber zur Verfügung.
Zu weiteren Verwicklungen kam es, weil Jürgen May zusätzlich seine Braut mit nach Budapest gebracht hatte, ohne deren guten Leumund es ihm gar nicht erst möglich gewesen wäre, nach Ungarn zu kommen. Dies hätte die Kosten eigentlich erhöht, weil es ja nicht mehr alleine um May ging. An dieser Stelle gibt es nun zwei Versionen: Nach Darstellung der studentischen Fluchthelfer wäre es im Hinblick auf das Bekanntwerden des Fluchtweges zu riskant gewesen, Bärbel Holländer als versetzte Braut zurückzulassen. So hätten sie Jürgen May intensiv dazu überreden müssen, sie doch mitzunehmen. May sagt dazu, nur vorgetäuscht zu haben, dass er alleine die Flucht antreten wolle, weil er befürchtet habe, dass die Gruppe ihn ansonsten in Budapest hätte sitzen lassen. Bärbel Holländer willigte anschließend in die Flucht ein. Ihr Kind verblieb in der DDR.
Gleich nach Mays Eintreffen in West-Berlin gab es noch einmal Ärger. Er und Eyerkaufer flogen entgegen der Planung nur kurze Zeit später in die Bundesrepublik Deutschland und erzählten auch Details zu Mays Flucht, was nach Aussage eines Fluchthelfers dazu führte, dass der Fluchtweg zerstört sei, über den sie schon vielen Menschen geholfen hätten und dessen Ausbau/Sicherung mit hohen Aufwendungen verbunden war.
Jürgen Mays Rekorde wurden daraufhin vom DDR-Verband nachträglich annulliert und in DDR-Statistiken wurde nach seiner Flucht der zweitplatzierte Fußballer Peter Ducke als DDR-Sportler des Jahres 1965 geführt.
In der Bundesrepublik Deutschland setzte er seine Sportlerlaufbahn fort. Da er jedoch offiziell als nicht startberechtigt galt, lief er regelmäßig für die Universität Mainz und Veranstalter meldeten die Rennen zusätzlich beim Allgemeinen Deutschen Hochschulsportverband an. In der Bundesrepublik wurde er 1969 Meister im Crosslauf, 1970 über 1500 Meter und 1971 über 3000 Meter Hindernis. In der Halle errang er 1969 den Titel über 1500 Meter und von 1970 bis 1972 dreimal den Titel über 3000 Meter. Der DLV meldete ihn für die Europameisterschaften 1969 in Athen, jedoch wurde May nach einem Veto des DDR-Verbandes wegen Wechsels des Verbandes bis 1970 gesperrt. Die westdeutsche Mannschaft boykottierte daraufhin die Europameisterschaften und nahm nur symbolisch an den Staffelwettbewerben teil.
Das Europacup-Finale 1970 in Stockholm sagte May wegen einer Zahnoperation kurzfristig ab. Bei den Europameisterschaften 1971 in Helsinki gab er über 3000 Meter Hindernis im Vorlauf auf. 1972 gewann er bei den Halleneuropameisterschaften in Grenoble über 1500 Meter Bronze und schied bei den Olympischen Spielen in München über 5000 Meter in der Vorrunde aus. Anschließend trat er vom Leistungssport zurück.
Jürgen May ist 1,74 m groß und wog in seiner aktiven Zeit 68 kg. Er wurde später Amtsleiter für Bildung, Kultur und Sport im Main-Kinzig-Kreis. Außerdem verfasste er ein gerade für Jugendliche sehr geeignetes 72-seitiges Trainingswerk mit dem Titel Modernes Mittelstreckentraining Jugendlicher, in dem er sich für ein vorsichtiges Heranführen an das Laufen und vor allem für eine sehr aerob orientierte Trainingsmethode auch im Sinne Arthur Lydiards einsetzt, die sich durch langes aufbauendes Ausdauertraining auszeichnet.

## Persönliche Bestzeiten
- 800 m: 1:46,3 min, 25. August 1965, Potsdam
- 1000 m: 2:16,2 min, 20. Juli 1965, Erfurt
- 1500 m: 3:36,4 min, 14. Juli 1965, Erfurt – Halle: 3:41,4 min, 23. Februar 1969, Dortmund
- 1 Meile: 3:53,8 min, 11. Dezember 1965, Whanganui – Halle: 3:58,2 min, 20. Februar 1966, Ost-Berlin
- 3000 m: 7:54,6 min, 15. Juli 1969, Fulda
- 5000 m: 13:33,0 min, 2. Juli 1969, Stockholm
- 10.000 m: 29:32,0 min, 1. Mai 1966, Gera
- 3000 m Hindernis: 8:32,4 min, 11. Juli 1971, Stuttgart